# Elena Deza
Elena Ivanovna Deza (em russo:  Елена Ивановна Деза, née Panteleeva; Volgogrado, 23 de agosto de 1961) é uma matemática francesa e russa, conhecida por seus livros sobre espaços métricos e números figurados.

## Formação e carreira
Deza nasceu em 23 de agosto de 1961 em Volgogrado, sendo cidadã francesa e russa. Obteve um diploma em matemática em 1983, um diploma de Candidato de Ciências em matemática e física em 1993 e um certificado de docente em teoria dos números em 1995, todos da Universidade Pedagógica Estatal de Moscou.
De 1983 a 1988 foi professora assistente de matemática na Moscow State Forest University. Em 1988 foi para a Universidade Pedagógica Estatal de Moscou; tornou-se lecturer em 1993, reader em 1994 e professora titular em 2006.

## Livros
Além de muitos livros em russo, os livros de Deza incluem:
- Dictionary of Distances (com Michel Deza, Elsevier, 2006)
- Encyclopedia of Distances (com Michel Deza, Springer, 2009; 4th ed., 2016)[2]
- Figurate Numbers (com Michel Deza, World Scientific, 2012)[3]
- Generalizations of Finite Metrics and Cuts (com Michel Deza e Mathieu Dutour Sikirić, World Scientific, 2016)[4]
- Mersenne Numbers and Fermat Numbers (World Scientific, 2021)